# Arma inastata
Un'arma inastata è un'arma per il combattimento ravvicinato nella quale la parte deputata all'uso bellico è collocata al termine di un'asta, solitamente di legno duro, al fine di estendere il più possibile il raggio d'azione della persona che la impugni e di amplificare il momento angolare onde ottenere più danno nel momento in cui la sommità giunge a contatto con il bersaglio.

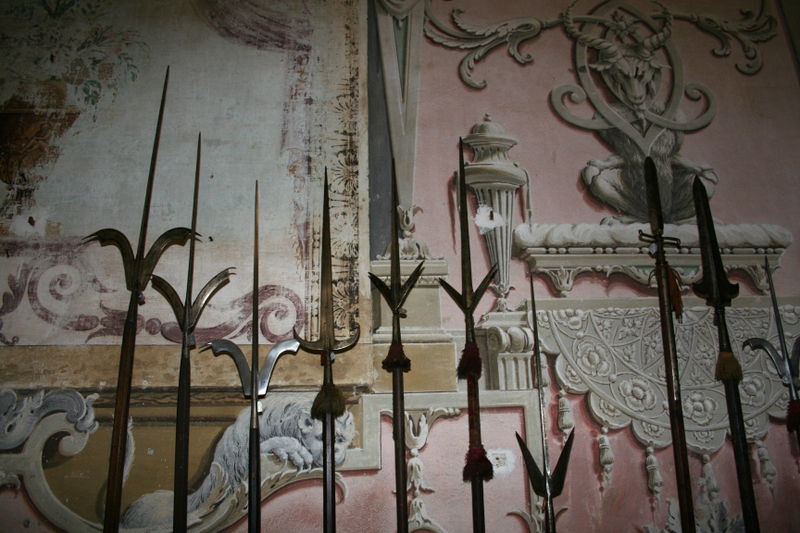
Una rastrelliera di armi inastate utilizzata in Europa durante il medioevo, esposta presso il Museo delle armi Luigi Marzoli.

L'origine di tali armi è molto antica, ed ha portato allo sviluppo di una notevole quantità di tipologie di armi sia in Europa che in Asia.

## Storia

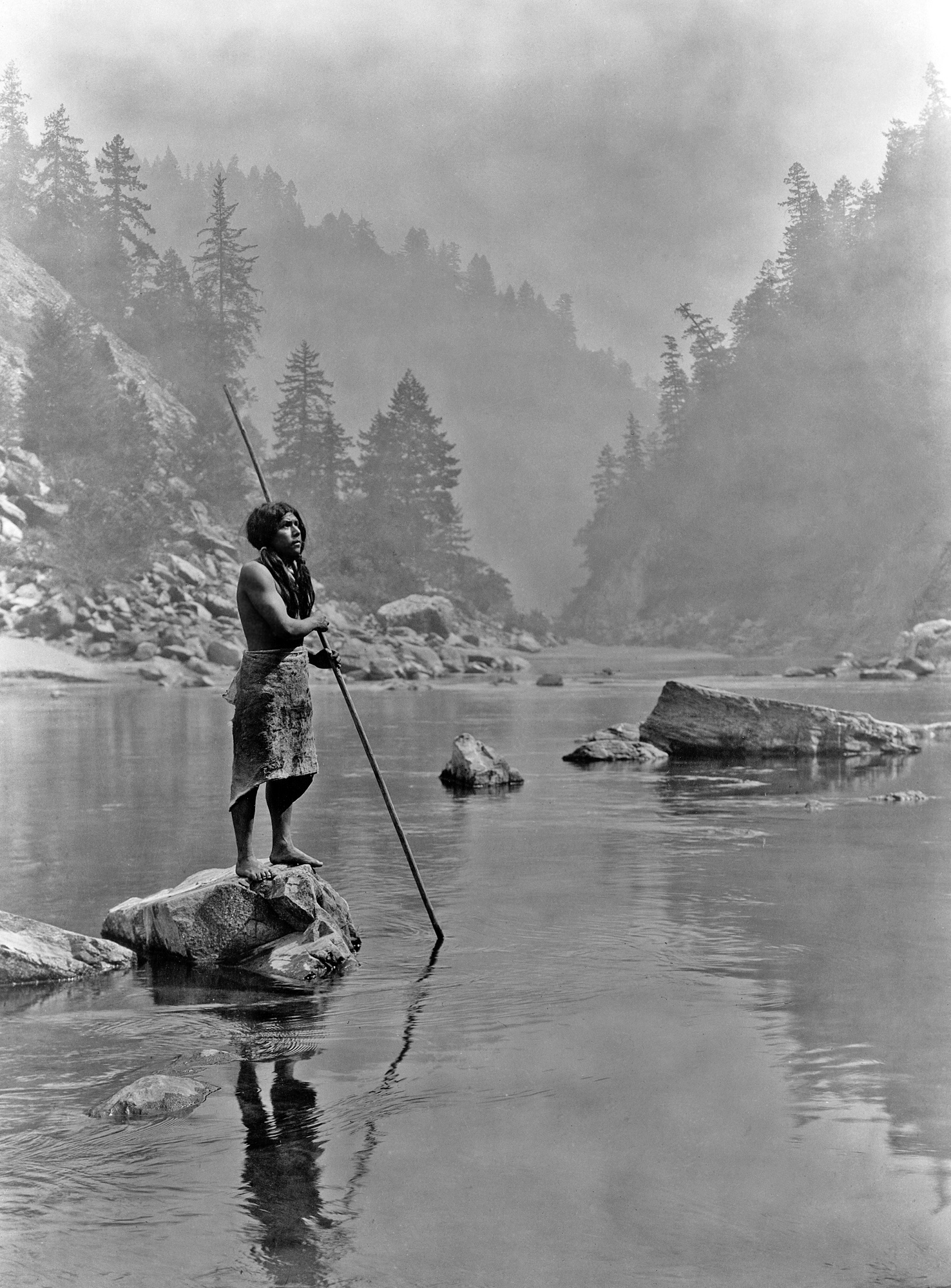
Nativo americano della tribù Hupa con la sua lancia - 1923.

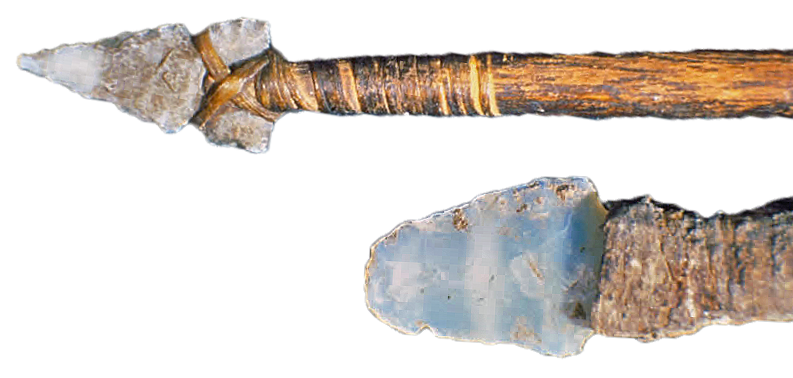
Lance con lama di selce - Parco nazionale di Mesa Verde.

### Età antica

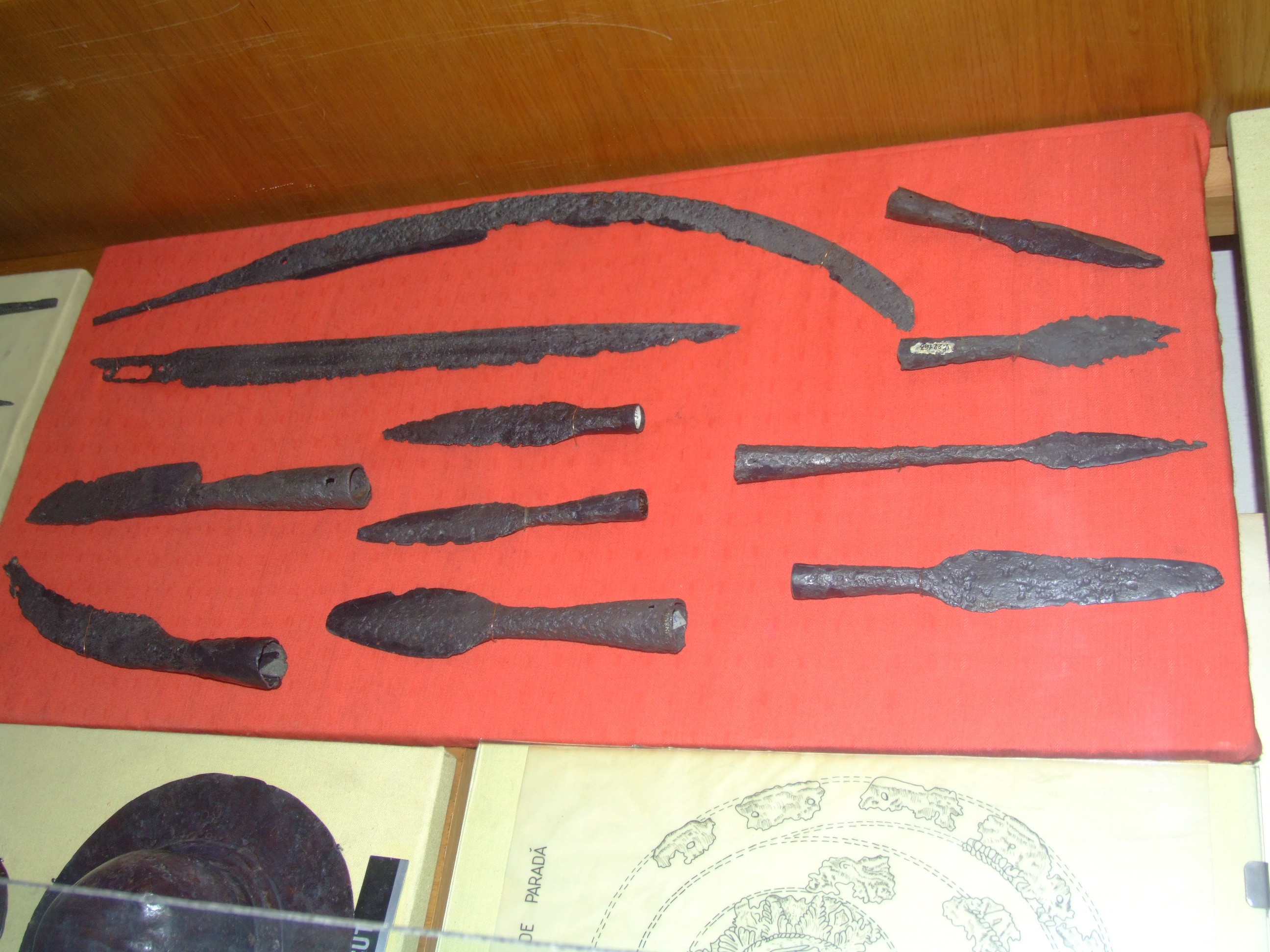
Lame di varie armi inastate dei Daci - Museo transilvanico di Cluj-Napoca (Romania).

La creazione dei primi eserciti stabili e la nascita dei primi grandi imperi (Sumeri, Egizi, Ittiti) incentivò lo sviluppo della metallurgia e degli armamenti, apportando massicce evoluzioni alle armi precedentemente in uso presso le popolazioni di cacciatori-raccoglitori dell'età della pietra. Mentre si diffondeva l'uso della spada e dello scudo, dalla lancia, originariamente arma versatile, atta sia alla mischia che al lancio, svilupparono due forme distinte di arma: l'arma inastata da mischia, pesante ed atta a prolungare il campo d'azione del combattente, ed il giavellotto, evoluzione della zagaglia primitiva unicamente atto all'uso come proiettile.
Con la nascita della fanteria pesante, tradizionalmente esemplificata dall'oplita dell'Antica Grecia, protetto da elmo, corazza, schinieri e scudo di bronzo, si codifica il modello della lancia pesante (dory in greco antico), con asta in legno duro lunga 2-3 metri, lama massiccia di metallo e sauroter pure di metallo. Le successive evoluzioni delle armi inastate non sono caratterizzate, nel periodo ellenistico e durante l'Impero romano, da una particolare fantasia nelle forme o nell'utilizzo: la sarissa degli opliti del Regno di Macedonia ed il contus dei nomadi Sarmati sono semplicemente delle lance con lama ed asta più lunghe rispetto allo standard della dory greca. Il sistematico diffondersi della cavalleria pesante, cominciato con gli hetairoi di Alessandro Magno e confermato poi dai successi dei cavalieri ostrogoti a partire dal III secolo, gettò però le basi della successiva, massiccia evoluzione e diversificazione delle armi inastate in epoca medievale.
Una forma particolare di arma inastata sviluppatasi nei Balcani presso i Traci: la falce da guerra, ottenuta inastando la lama della falce (attrezzo), arma da taglio da brandire a due mani con l'intento di vanificare l'eventuale superiorità dell'apparato difensivo del nemico.

### Il medioevo

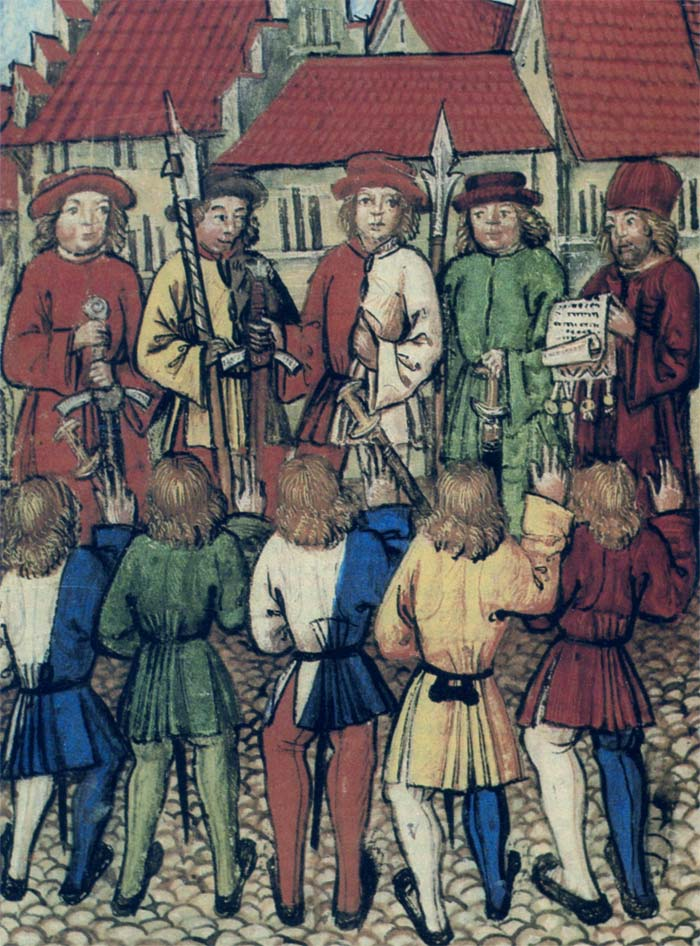
L'adunanza cittadina di Zurigo del 1º maggio 1351; le guardie impugnano alabarde ed azze.
(Dipinto di Diebold Schilling il Giovane, 1513)

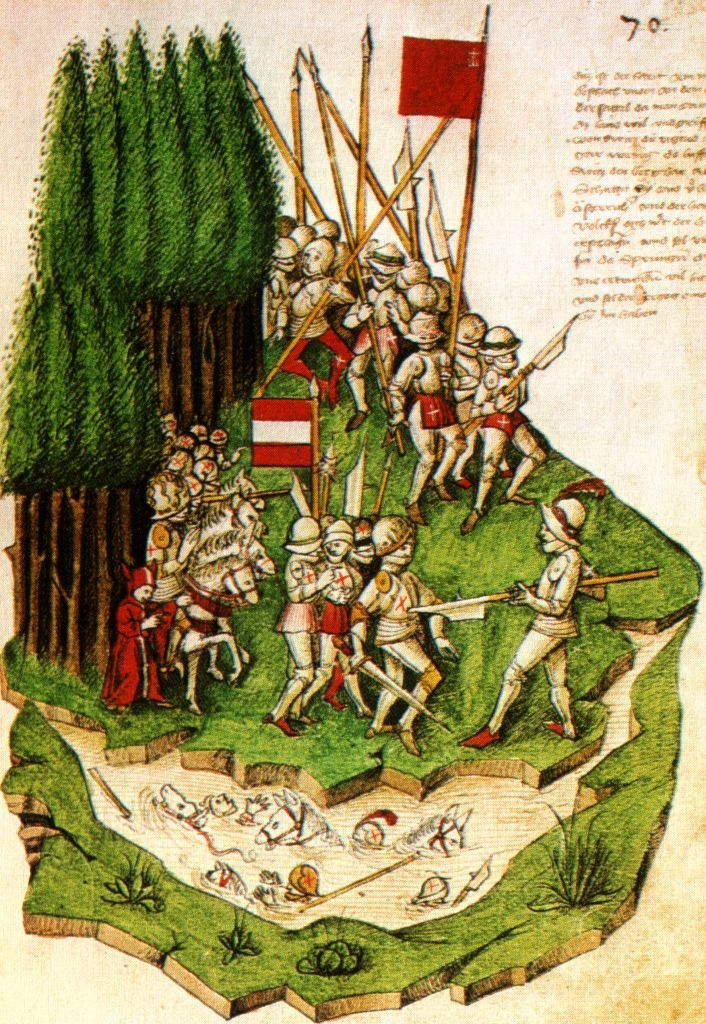
Picchieri svizzeri nella battaglia di Morgarten del 1315.
(Tratto dallo Tschachtlanchronik di Bendicht Tschachtlan del 1470)

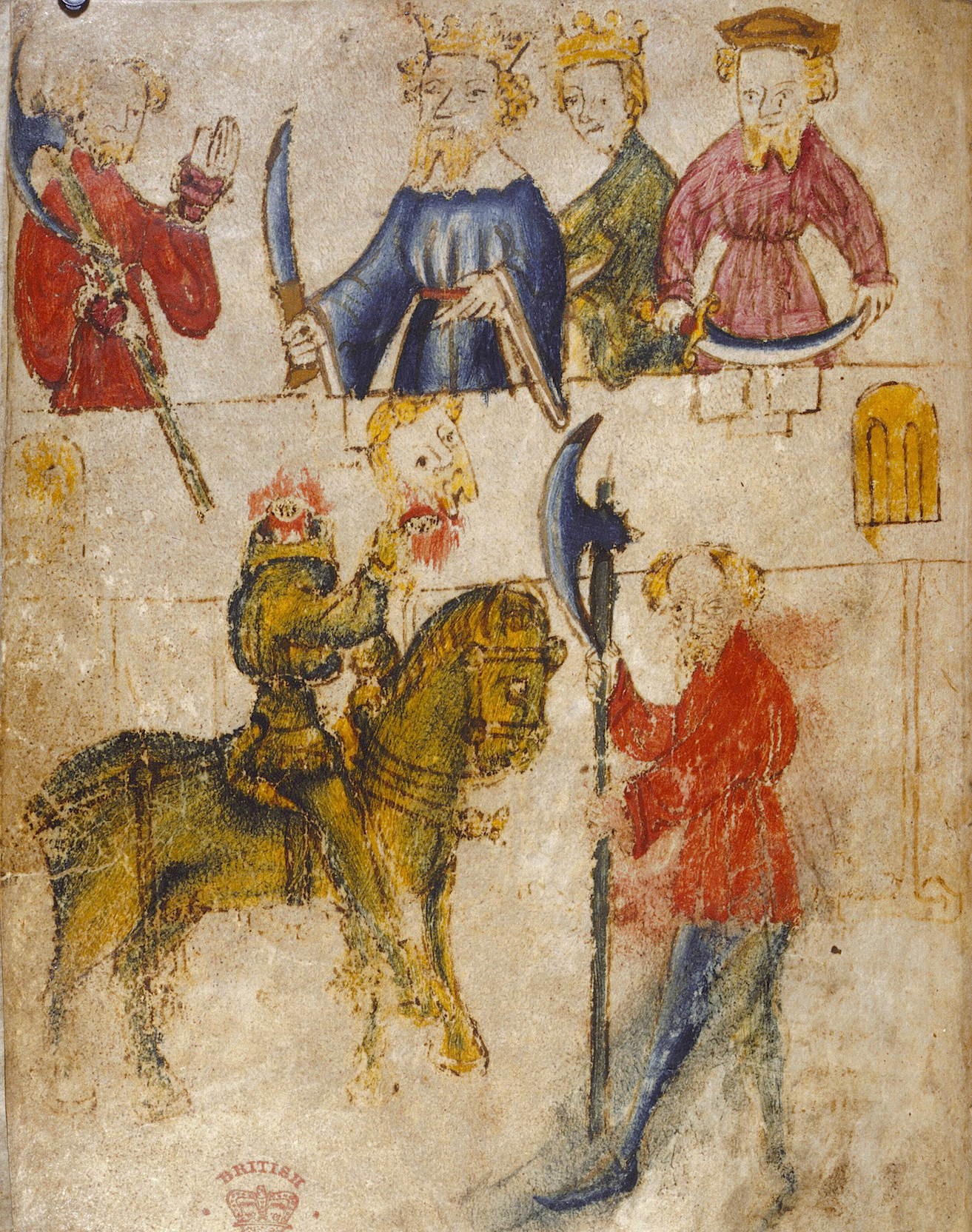
Illustrazione da Sir Gawain e il Cavaliere Verde, uomo armato di bardica in primo piano.

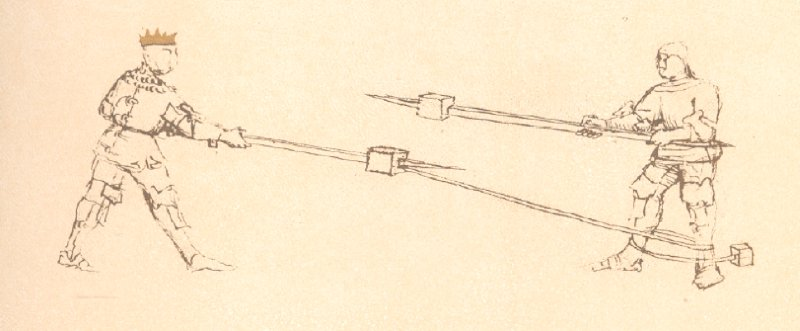
Esercizi con armi inastate dal Flos duellatorum di Fiore dei Liberi.

La fondazione del Sacro Romano Impero e la diffusione del feudalesimo, unitamente alle particolari caratteristiche orografiche del territorio francese, culla della civiltà medievale, portarono ad un radicale mutamento nell'arte della guerra europea: l'esito delle battaglie non venne più deciso dalle forze di fanteria, com'era valso ai tempi dei greci e dei romani, ma da quelle di cavalleria.
In un panorama bellico dominato dalla figura del soldato a cavallo protetto da un pesante usbergo in maglia metallica, poi irrobustito da piastre di metallo, e da uno scudo sempre più massiccio ed allungato, le armi inastate si trovarono a dover soddisfare i bisogni di due utenze ben distinte: il cavaliere, deciso a sfruttare la propria posizione di vantaggio sia nello scontro con il fante che contro altro cavaliere, ed il fante, deciso a ridurre il vantaggio tattico garantito al cavaliere dalla sua posizione sopraelevata e dalla maggior velocità garantitagli dalla cavalcatura.
Il contus della cavalleria pesante tardo-antica si evolse nella lancia da giostra, con padiglione paramano e lunghezza fino a 5 metri, gestibile dal cavaliere con una sola mano grazie all'invenzione della resta (XV secolo). Parallelamente, a partire dal XIII secolo le forze di fanteria, principalmente costituite da leve cittadine, ricorsero all'uso della picca, in buona sostanza un'evoluzione della sarissa caduta in disuso nel II secolo a.C.
Particolare forma di armi inastate, sviluppatasi nei territori occupati dai Vichinghi (Scandinavia, Ucraina ed Inghilterra), furono le scuri in asta. L'ascia danese, la cui lama era montata al vertice di un'asta lunga fino a 2 metri, differisce infatti notevolmente dalla normale ascia da battaglia. Dal modello della scure danese, diffusasi nell'Europa del Nord intorno all'XI secolo, originò in epoca più tarda la berdica, una sorta di ibrido tra la scure vichinga inastata e la primitiva alabarda.
Il bisogno di difendersi dai soprusi dei cavalieri e la proibizione, per i plebei, di possedere e mantenere equipaggiamento e cavallo al di fuori del seguito di un signore feudale, spinse inoltre verso lo sviluppo di nuove armi inastate dalle fogge fantasiose, spesso derivate dagli attrezzi agricoli, capaci sia di offendere un bersaglio a cavallo sia di agganciarlo per strapparlo dalla sella. Esempio classico di queste nuove armi, diffusesi a partire dal XII secolo, furono l'azza ed il roncone, poi sviluppate in armi più raffinate e maneggevoli come l'alabarda, la partigiana, la corsesca.
Originatesi in ambiente contadino, queste nuove armi da mischia, non sempre dotate di un'asta eccessivamente lunga (quella di un'alabarda, di norma, misurava non più di 2 metri, ben lontani dai 4 metri di una picca!), vennero anche brandite dai cavalieri. Le grandi evoluzioni tattico-strategiche imposte dalle Crociate (XI-XIV secolo) avevano costretto la casta guerriera europea a superare il semplicistico concetto della cavalcata come manovra risolutiva degli scontri. Già durante le operazioni di sbarco a Damietta (Egitto) nel corso della Settima crociata (1249), Luigi IX di Francia aveva fatto ricorso a cavalieri riconfigurati in picchieri per respingere le cariche della cavalleria egiziana durante lo scarico dei cavalli e del resto delle truppe dalle navi cristiane. L'uso dell'azza, dell'alabarda e di altre armi inastate figurò così a pieno titolo tra le lezioni descritte nel manuale di scrima (scherma tradizionale italiana) Flos Duellatorum in armis, sine armis, equester et pedester del maestro Fiore dei Liberi (1350-1420), a conferma di una tradizione bellica ormai ben radicatasi nel corso del Trecento.
I grandi successi militari dei picchieri dei corpi di mercenari svizzeri, cominciati nel XIV secolo e poi ratificati dalle sonore sconfitte inferte alla cavalleria pesante del duca di Borgogna Carlo il Temerario nelle battaglie di Grandson, Morat (1476) e Nancy (1477), affermarono il ruolo della fanteria ad elemento determinante nello stabilire l'esito delle battaglie, soprattutto nel contrasto all cavalleria.

### L'età moderna

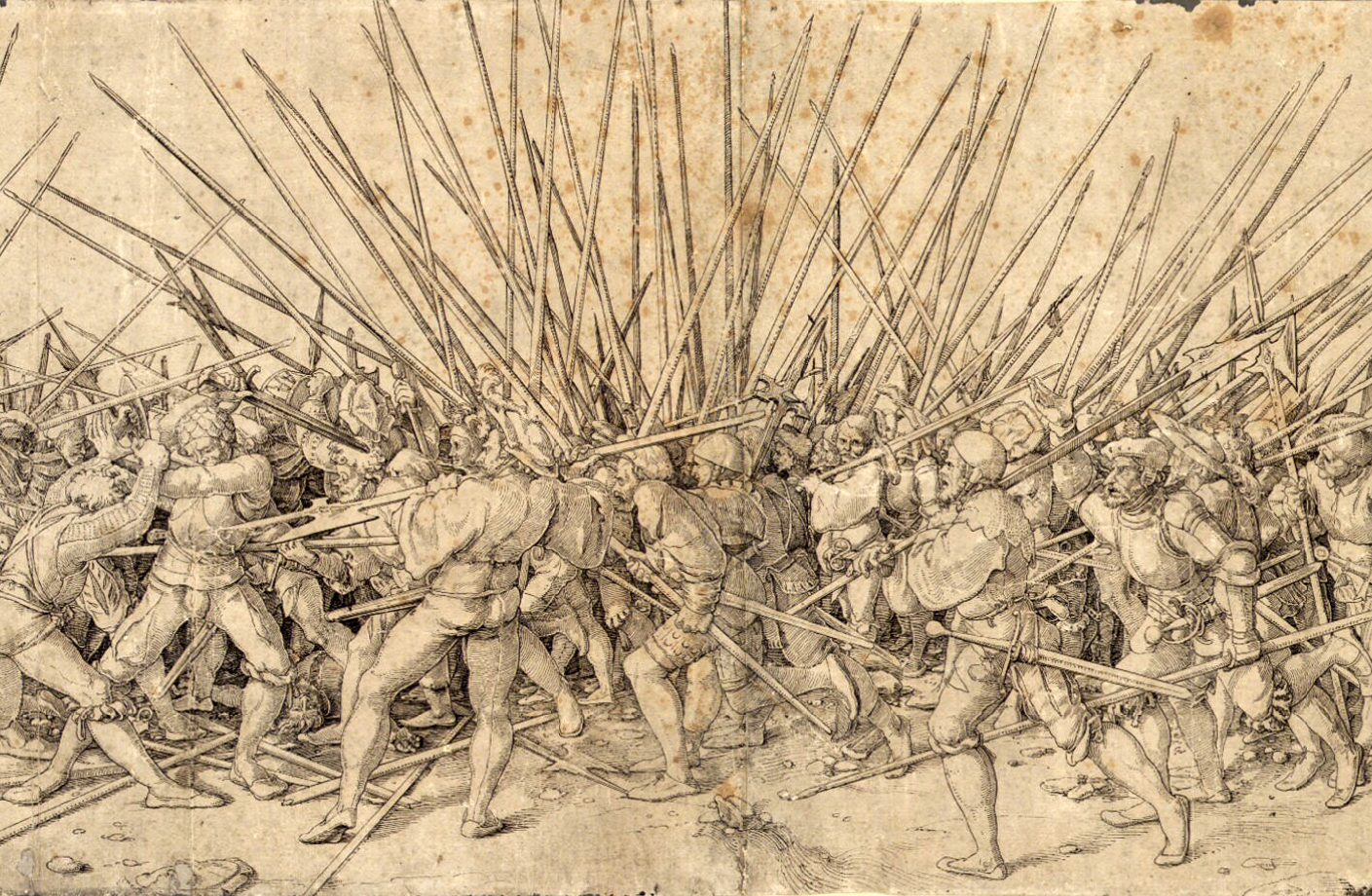
La mischia dei picchieri lanzichenecchi (XVI secolo) - Hans Holbein il Giovane.

La massiccia diffusione delle armi da fuoco negli eserciti del XVI secolo, sia nei corpi di fanteria (archibugieri e moschettieri) che di cavalleria (si pensi ai Reiter tedeschi armati di petrinale e pistola a ruota o agli harquebusiers armati di archibugio), ridusse il campo d'utilizzo delle armi inastate. La picca continuò ad essere ampiamente utilizzata nei quadrati di fanteria per tutta la Guerra dei Trent'anni ed ancora al tempo di Luigi XIV di Francia, mentre alabarde e partigiane divenivano armi da parata o deputate ai corpi incaricati di garantire la difesa personale dei sovrani. Sparirono invece abbastanza rapidamente le armi meno tecnologiche come ronconi, azze, mazzapicchi, e sovente vennero create unità che cooperavano con altre munite di armi da fuoco, come ad esempio il tercio.
Nel XVIII secolo, il ricorso al moschetto munito di baionetta come unica arma principale negli eserciti europei rese, di fatto, obsoleti i corpi dei picchieri. Mentre la potenza delle armi da fuoco cresceva sistematicamente, rendendo primario per la fanteria l'addestramento all'uso di tali armi dei soldati appiedati, la cavalleria pesante sviluppava le tattiche seicentesche del caracollo e della carica alla sciabola fino alle loro estreme conseguenze e si diffondeva l'uso dei dragoni, corpi di fanteria montata. Le guerre napoleoniche segnarono il definitivo superamento delle armi inastate nel teatro bellico europeo; l'ultima battaglia in cui l'uso della picca ebbe un ruolo determinante fu la Battaglia di Racławice combattuta il 4 aprile 1794 tra i ribelli polacchi di Tadeusz Kościuszko e le forze dell'impero russo risoltasi proprio con una vittoria dei picchieri polacchi.
La lancia da cavalleria, notevolmente alleggerita rispetto al modello medievale, continuò a restare in uso per tutto il XIX secolo, periodo in cui comtinuarono ad esser presenti negli eserciti europei alcuni reggimenti di cavalleria muniti di tale arma.

### Il XX secolo

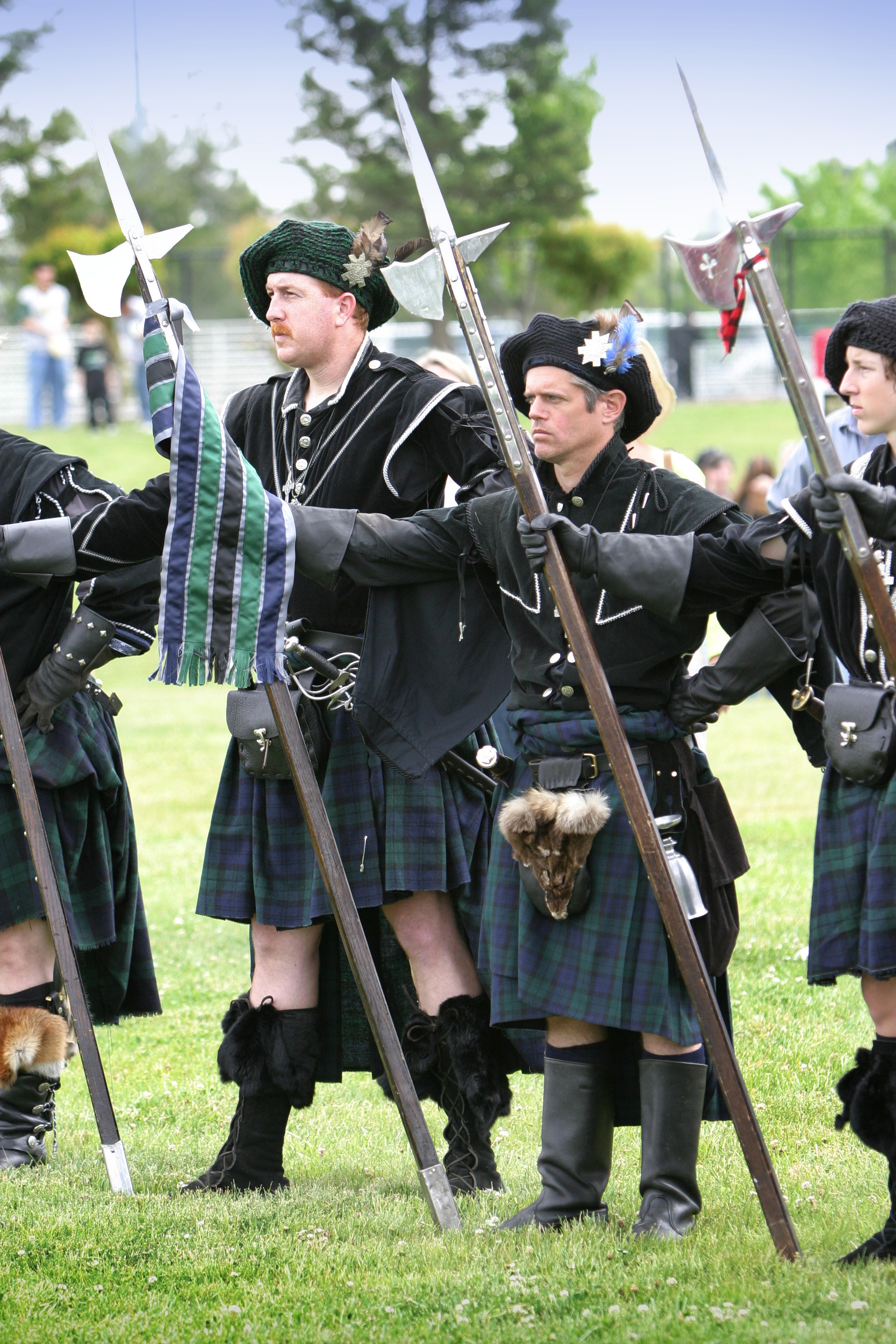
Truppa di alabardieri scozzesi in una rievocazione storica.

Tali tipo di armi furono accantonate nella prima metà del XX secolo, in particolare con la fine della prima guerra mondiale ed il superamento definitivo della cavalleria; le ultime unità ad impiegarle furono alcune unità militari a cavallo di lancieri degli Stati che parteciparono alla grande guerra, venendo per lo più utilizzate in occasioni di parate o di rievocazioni storiche.

## La classificazione
La grande diffusione di questa tipologia di armamento nel Basso e Tardo Medioevo portò ad un fiorire di nomi e definizioni che, già nel XVII secolo rendeva difficile evincere le effettive differenze correnti tra l'uno e l'altra tipologia di arma. I tentativi di classificazione operati nel XIX secolo finirono ulteriormente con il complicare le cose. Secondo Ewart Oakeshott, vi sarebbero più nomi indicanti armi inastate che armi vere e proprie.

## Utilizzo pratico
La foggia stessa del roncone o della corsesca suggerisce la versatilità d'uso cui le armi inastate del periodo medievale potevano essere deputate. La descrizione delle modalità di attacco e di parata con ronconi, alabarde e quant'altro, nei vari manuali di scrima pervenutici, conferma questa versatilità. La dove la picca era atta ad offendere principalmente di punta o al massimo per essere vibrata contro un cavaliere al galoppo, ronche, azze e corsesche permettevano di agganciare un avversario corazzato e trascinarlo a terra. I mazzapicchi potevano bucare con i loro aculei ricurve le piastre e gli elmi dei cavalieri, mentre la lama di scure di un'alabarda poteva colpirli anche in sella.
Nelle mischie tra fanti, le armi inastate tardo-medievali si scontravano le une contro le altre in una schermaglia che sviluppò notevolmente la scherma della lancia da fanteria dell'antichità. Oltre all'affondo ed al colpo di ritorno con la parte interiore dell'asta, spesso rinforzato da un supporto metallico simile al sauroter della dory greca, ronche, corsesche, azze ed alabarde potevano agganciarsi le une alle altre o aggirare la guardia dell'avversario per un colpo alle spalle grazie ai loro rebbi ed uncini.

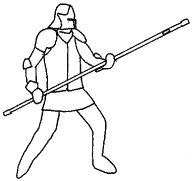
Posizione di guardia, vista laterale.
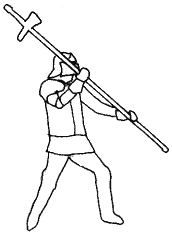
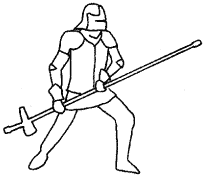
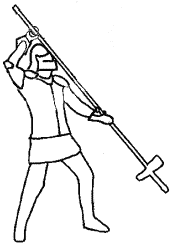
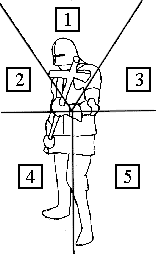
Posizione di guardia, vista frontale.

## Armi principali
- Alabarda, la cui testa metallica assommava la lama di una scura, di una lancia e di un uncino.
- Alighiero.
- Ascia danese, lama di scure inastata su un manico di legno lungo fino a 2 metri, in uso presso i vichinghi.
- Ascia Lochaber, variante scozzese della berdica.
- Azza.
- Berdica, sorta di ibrido tra la mannaia e la scure danese a manico lungo.
- Brandistocco, massiccia arma ibrida tra la lancia e la forca.
- Buttafuori (arma), equivalente, per la lancia, del bastone animato.
- Corsesca.
- Dory, lancia da mischia degli opliti greci.
- Falce da guerra, elementare arma inastata ottenuta verticalizzando rispetto all'astile la lama della falce.
- Falcione, versione più raffinata della falce da guerra.
- Forca da guerra.
- Hasta, la lancia da mischia dei primi legionari romani, evolutasi dalla dory greca.
- Lancia da giostra, la lancia da cavalleria pesante per antonomasia, lunga oltre 4 metri, con padiglione paramano, punta cuspidata e gancio d'arresto da fissarsi alla resta assicurata alla corazza pettorale del cavaliere.
- Lanzalonga, prototipo italiano della picca.
- Martello di Lucerna.
- Mazzapicchio, evoluzione per il quadrato di fanteria del martello d'armi in uso alla cavalleria pesante.
- Partigiana.
- Picca, l'enorme lancia da fante, lunga sino a 5 metri, discesa dalla sarissa.
- Romfaia, ibrido tra una spada a due mani ed una falce da guerra.
- Roncone.
- Sarissa, picca  utilizzata dalla falange macedone.
- Spiedo da guerra.
- Spuntone, sorta di mezza-picca affine alla partigiana. Fu la più longeva delle armi inastate, scomparendo solo nel tardo XIX secolo.
- Tridente.
- Voulge, sorta di ibrido tra la mannaia ed il falcione.
- Bisento;
- Guan dao, falcione cinese.
- Gē, l'"ascia-daga" cinese, risalente all'Età del Bronzo.
- Ji, alabarda cinese.
- Nagamaki, arma giapponese, sorta di ibrido tra una katana ed un falcione.
- Naginata, falcione giapponese con lama simile a quella della katana.
- Pudao, altra forma di falcione cinese.
- Yari, picca giapponese con lunga lama diritta.
- Yuèyáchǎn, "Vanga della Luna Crescente" o "Vanga del Monaco", forma di falcione cinese con lama di mannaia "a pennello" ad una estremità ed un forcone all'altra estremità.
- Wol-do, o "Spada della luna crescente", variante coreana del guan dao cinese.
- Zhua, letteralmente "Lungo artiglio d'acciaio", sorta di rastrello da guerra cinese.